# Don Moore
Donald „Don“ Moore (* 14. August 1938 in Philadelphia; † 10. Juni 2025) war ein amerikanischer Jazzmusiker (Kontrabass).

## Leben und Wirken
Don Moore wurde als Sohn von Paul Moore und Emily Graham geboren und wuchs in einem musikalischen Umfeld auf. Seine Mutter Emily war eine Opernsängerin, die bei Marian Andersons Coach Unterricht hatte. Er lernte zunächst Piano; inspiriert von Paul Chambers begann Don als Teenager mit dem Kontrabass und arbeitete bald als professioneller Musiker. Er verfeinerte sein Können mit seinen Mitmusikern aus Philadelphia, u. a. mit Lee Morgan, Kenny Barron, Reggie Workman und den Heath Brothers. Nach seinem Abschluss an der Simon Gratz High School tourte er mit Archie Shepp und anderen namhaften Jazzmusikern durch Europa und machte New York City zu seiner Heimatstadt.
In Philadelphia spielte Moore u. a. mit Spanky DeBrest und Jimmy Heath, in New York ab Anfang der 1960er-Jahre mit Protagonisten des Avantgarde Jazz wie Don Cherry, John Tchicai, Archie Shepp und den New York Contemporary Five, außerdem mit Rahsaan Roland Kirk, Jackie McLean, Grant Green, Clifford Thornton und Elvin Jones. Moore war Mitbegründer der Künstler-Kooperative Collective Black Artists. Er trat zwar noch bis in die 1990er-Jahre auf, weitere Aufnahmen mit ihm liegen jedoch nicht vor. Die Sängerin Indra Rios-Moore ist seine Tochter.
Der Bassist ist nicht mit dem gleichnamigen Trompeter zu verwechseln, der in den 1930er Jahren u. a. bei Jack Teagarden spielte.

## Diskographische Hinweise
- Archie Shepp/Bill Dixon Quartet (Savoy, 1962)
- New York Contemporary Five – Consequences (Fontana, 1963, mit Archie Shepp, John Tchicai, Don Cherry, J. C. Moses)
- John Tchicai/Archie Shepp – Rufus (Fontana, 1963)
- Rahsaan Roland Kirk – Kirk in Copenhagen (Mercury, 1963)
- Elvin Jones – Midnight Walk (Atlantic, 1966)
- Clifford Thornton New Art Ensemble – Freedom and Unity (Third World, 1967)